# 双口吸虫症
双口吸虫症（或）是一種會感染野外的動物還是被圈養的家畜的寄生疾病，由多種通稱為双口吸虫科:261物種的斜睪目吸蟲亚成体引起。
該病主要在南亞和東南亞流行，但在中亞和俄羅斯南部（伏爾加河三角洲、克拉斯诺达尔边疆区）亦有病例的報告。這種病一般會感染家牛（黄牛及水牛）、綿羊及人類，也會感染家豬、馬匹、鹿等多個物種。會感染的牛隻的有杯殖杯殖吸虫（Calicophoron calicophorum）、Calicophoron microbothriodes、Orthocoelium streptocoelium、Paramphistomum ichikawai、Paramphistomum gotoi、Fischoederius elongatus、Homalogaster paloniae（平腹双口吸虫）這5属7種。這種病會令畜牧業造成嚴重經濟損失，因為會導致生產出來的奶品、肉類和羊毛的品質不良。

## 外部連結
- .   [2018-10-03]. （原始内容存档于2013-03-20） （英语）.
- Preventive Veterinary Medicine
- .   [2018-10-03]. （原始内容存档于2013-04-11） （英语）.
- Drug information at Poulvet
- Drug information at Medivet Pharmaceuticals Lab Pvt Ltd
- Drug information at PVS Animal Health（页面存档备份，存于）
- Disease information at Merial Sanofi（页面存档备份，存于）